# Grand Army
Grand Army è una serie televisiva statunitense del 2020 creata da Katie Cappiello. La serie è ispirata ad una commedia teatrale del 2013, scritta dalla stessa creatrice della serie tv.

## Trama
La serie segue le vicende di 5 adolescenti Joey De Marco, 
Dominique Pierre, Leila Zimmer, Jayson Jackson e Siddhartha Pakam che vanno nella scuola pubblica più grande di Brooklyn, da cui la serie prende il nome. 

## Personaggi

### Principali
- Joey De Marco, interpretata da Odessa A'zion.
- Dominique Pierre, interpretata da Odley Jean.
- Leila Kwan Zimmer, interpretata da Amalia Yoo.
- Jayson Jackson, interpretato da Maliq Johnson.
- Siddhartha Pakam, interpretato da Amir Bageria.

### Personaggi ricorrenti
- Tim Delaney, interpretato da Thelonius Serrell-Freed.
- George Wright, interpretato da Anthony Ippolito.
- Luke Friedman, interpretato da Brian Altemus.
- Anna Delaney, interpretata da Sydney Meyer.
- Grace, interpretata da Keara Graves.
- Owen Williams, interpretato da Jaden Jordan.
- Tamika Jones, interpretata da Brittany Adebumola.
- Sonia Cruz, interpretata da Nayia Ortiz.
- Tor Sampson  interpretata da Crystal Nelson.
- Meera Pakam, interpretata da Ashley Ganger.

## Episodi
| Stagione       | Episodi | Pubblicazione USA | Pubblicazione Italia |
| -------------- | ------- | ----------------- | -------------------- |
| Prima stagione | 9       | 2020              | 2020                 |

## Produzione

### Sviluppo
È stato annunciato nell'ottobre 2019 che Netflix aveva ordinato un adattamento di 10 episodi dell'opera teatrale di Katie Cappiello del 2013.  Le trame si basano su storie di vita reale dei suoi studenti. Il 17 giugno 2021 Netflix ha cancellato la serie dopo la prima stagione.

### Controversie
Il giorno della pubblicazione del teaser, la scrittrice Ming Peiffer ha dichiarato su Twitter che lei e altri due scrittori di colore avevano lasciato il progetto, citando accuse di sfruttamento razzista e abusi contro uno dei creatori.

### Riprese
Le riprese principali si sono svolte sia a Toronto che a New York City da maggio a settembre 2019, con la maggior parte delle scene interne a Toronto e la maggior parte delle scene all'aperto e in metropolitana a New York City.

## Promozione
Il teaser è stato pubblicato a settembre 2020, seguito da un trailer completo a ottobre.

## Accoglienza
Per la serie, l'aggregatore di recensioni Rotten Tomatoes ha riportato un punteggio di approvazione del 71% basato su 14 recensioni, con una valutazione media di 7,34 / 10.  Il consenso dei critici del sito web recita: "Grand Army è un'eccellente vetrina per il suo entusiasmante cast di nuovi arrivati, anche se il suo tentativo di un approccio onesto all'adolescenza è troppo esagerato per avere un impatto." Metacritic ha assegnato alla serie un punteggio medio di 68 su 100 sulla base di 12 recensioni, indicando "recensioni generalmente favorevoli". Kristen Baldwin di Entertainment Weekly ha dato alla serie una B- e ha descritto la serie come "ambiziosa, spesso fino all'errore. Tuttavia, ci sono lampi di bellezza - lasciatemelo dire ancora, Odley Jean è una rivelazione - in mezzo al grintoso adolescente".  Esaminando la serie per Rolling Stone, Alan Sepinwall le diede 4 stelle su 5 e disse: "Nei suoi momenti migliori, Grand Army entra in un'aria rara per gli spettacoli delle scuole superiori, elevandosi sorprendentemente vicino al ponderato portabandiera del genere, My So-Called Life."